# Sagliano Micca
Sagliano Micca es una localidad y comuna italiana de la provincia de Biella, región de Piamonte, con 1.676 habitantes.

## Evolución demográfica
| Gráfica de evolución demográfica de Sagliano Micca entre 1861 y 2001 |
|                                                                      |
| Fuente ISTAT - elaboración gráfica de Wikipedia                      |